# Phyllophaga acapulca
Phyllophaga acapulca är en skalbaggsart som beskrevs av Saylor 1943. Phyllophaga acapulca ingår i släktet Phyllophaga och familjen Melolonthidae. Inga underarter finns listade i Catalogue of Life.